# Episodi di Non fidarti della str**** dell'interno 23 (seconda stagione)
La seconda e ultima stagione della serie televisiva Non fidarti della str**** dell'interno 23, composta da 19 episodi, è stata trasmessa in prima visione assoluta in lingua inglese dal 23 ottobre 2012 al 13 maggio 2013. La stagione ha debuttato negli Stati Uniti d'America su ABC. Dopo la trasmissione dei primi sette episodi il network – a causa dei bassi ascolti riscontrati dalla serie, e in seguito alla cancellazione di 666 Park Avenue – decise di trasmettere due episodi settimanali, ma gli ascolti risultarono ancor più deludenti, perciò il 15 gennaio 2013 l'emittente decise di tornare sui suoi passi, annunciando che sarebbe tornata a trasmettere un episodio a settimana fino al 26 marzo; nonostante il precedente annuncio, il successivo 22 gennaio la ABC decise di interrompere la trasmissione della stagione, lasciando inediti gli ultimi otto episodi. Gli episodi tralasciati dalla ABC sono stati trasmessi in prima visione in Australia sul network Arena a partire dal 25 marzo 2013.
In Italia la stagione è stata trasmessa in prima visione satellitare su Fox dal 26 marzo al 15 ottobre 2013.
| nº | Titolo originale             | Titolo italiano           | Prima TV originale | Prima TV Italia   |
| -- | ---------------------------- | ------------------------- | ------------------ | ----------------- |
| 1  | A Reunion...                 | Addio, Dawson             | 23 ottobre 2012    | 26 marzo 2013     |
| 2  | Love and Monsters...         | Amore e mostri            | 30 ottobre 2012    | 2 aprile 2013     |
| 3  | Sexy People...               | L'uomo più sexy           | 13 novembre 2012   | 9 aprile 2013     |
| 4  | It's a Miracle...            | È un miracolo             | 20 novembre 2012   | 30 aprile 2013    |
| 5  | Whatever It Takes...         | A qualunque costo         | 4 dicembre 2012    | 7 maggio 2013     |
| 6  | Bar Lies...                  | Bugie da bar              | 11 dicembre 2012   | 14 maggio 2013    |
| 7  | A Weekend in the Hamptons... | Un weekend negli Hamptons | 18 dicembre 2012   | 21 maggio 2013    |
| 8  | Paris...                     | La collega di lavoro      | 6 gennaio 2013     | 20 agosto 2013    |
| 9  | The Scarlet Neighbor...      | Buon vicinato             | 8 gennaio 2013     | 16 aprile 2013    |
| 10 | Mean Girls...                | Amiche del cuore          | 13 gennaio 2013    | 23 aprile 2013    |
| 11 | Dating Games...              | Il gioco delle coppie     | 15 gennaio 2013    | 20 agosto 2013    |
| 12 | The Leak...                  | Sabotaggio                | 25 marzo 2013      | 27 agosto 2013    |
| 13 | Monday June...               | Il giorno mancante        | 1º aprile 2013     | 10 settembre 2013 |
| 14 | Teddy Trouble...             | La febbre dei saldi       | 8 aprile 2013      | 3 settembre 2013  |
| 15 | Making the Grade...          | Valutazioni               | 15 aprile 2013     | 17 settembre 2013 |
| 16 | The Seven Year Bitch...      | Diritto di veto           | 22 aprile 2013     | 24 settembre 2013 |
| 17 | Using People...              | Poco profondo             | 29 aprile 2013     | 1º ottobre 2013   |
| 18 | Ocupado...                   | Il ragazzo preferito      | 6 maggio 2013      | 8 ottobre 2013    |
| 19 | Original Bitch...            | La vera str****           | 13 maggio 2013     | 15 ottobre 2013   |